# Joseph Mbaye
Pour les articles homonymes, voir Mbaye.
Joseph Mbaye (1911-1997), instituteur et homme politique sénégalais, est un ancien ministre – avant et après l'indépendance – qui partagea le sort de Mamadou Dia lors de la crise politique de décembre 1962 qui opposa celui-ci au président Senghor.

## Biographie
Né le 2 juillet 1911 à Rufisque, Joseph Mbaye fréquente d'abord l'École primaire supérieure Blanchot de Saint-Louis, puis est admis à l'École normale William-Ponty de Gorée en 1928 et en sort major de promotion en 1931. C'est là qu'il se lie avec Mamadou Dia
De 1932 à 1943, il exerce le métier d'instituteur.
Le 30 mars 1952, Joseph Mbaye est élu conseiller territorial du Bloc démocratique sénégalais (BDS) de Thiès. Il sera réélu le 31 mars 1957.
Lorsque Pierre Lami et Mamadou Dia deviennent respectivement président et vice-président du Conseil de gouvernement, Joseph Mbaye est nommé ministre de l'Économie rurale dans le gouvernement du 20 mai 1957. Il conserve cette fonction jusqu'en 1962, au fil des remaniements ministériels et de l'accession à l'indépendance (1960). Le 12 novembre 1962, il est nommé ministre des Transports et des Télécommunications.
En 1962, le conflit ouvert entre le président de la République Léopold Sédar Senghor et le président du Conseil de gouvernement Mamadou Dia aboutit le 18 décembre 1962 à l'arrestation de Dia et de quatre de ses compagnons, Valdiodio Ndiaye, Ibrahima Sar, Joseph Mbaye et Alioune Tall. Comme Ndiaye et Sarr, Joseph Mbaye est condamné le 9 mai 1963 à vingt années de réclusion criminelle et transféré au centre pénitentiaire spécial de Kédougou. Il est libéré en 1971 pour raisons de santé.
Il meurt à l'Hôpital principal de Dakar le 9 mai 1997.

### filmographie
- Valdiodio N'diaye : l'indépendance du Sénégal, un film de Eric Cloué et Amina N'Diaye Leclerc, Médiathèque des Trois Mondes, 2000
- Président Dia, un film de Ousmane William Mbaye, Les Films Mama Yandé et Ina, 2013 - [vidéo] « Visionner la vidéo », sur YouTube